# Ie Alang Mesjid
Ie Alang Mesjid is een bestuurslaag in het regentschap Aceh Besar van de provincie Atjeh, Indonesië. Ie Alang Mesjid telt 495 inwoners (volkstelling 2010).